# Carlos Francisco Pablo Le Normant de Tournehem
Carlos Francisco Paul Le Normant de Tournehem (1684 - 1751), marqués de Tournehem, fue un financiero francés del siglo XVIII.
Carlos Francisco fue recaudador general. Gracias a la influencia de Madame de Pompadour fue también director, general de los Edificios del rey, Academias y Manufacturas desde 1745 hasta su muerte, sucediendo a Philibert Orry.
Le Normant de Tournehem fue, probablemente, el padre biológico de Jeanne Antoinete Poisson (1721-1764) marquesa de Pompadour. Asumió su tutela cuando su padre oficial fue obligado a dejar Francia en 1725. La educó con esmero y la casó, en 1741, con su sobrino, Carlos Guillermo Le Normant d'Étiolles
- Datos: Q584267
- Multimedia: Charles-François-Paul Le Normant de Tournehem / Q584267